# Mérindol-les-Oliviers
Mérindol-les-Oliviers è un comune francese di 210 abitanti situato nel dipartimento della Drôme della regione dell'Alvernia-Rodano-Alpi.

## Società

### Evoluzione demografica
Abitanti censiti